# Assedio di Lussemburgo (1794-95)
L'assedio di Lussemburgo ebbe luogo tra il 1794 ed il 1795 durante la Guerre rivoluzionarie francesi e comportò l'assedio della potente Fortezza di Lussemburgo. Anche se l'esercito francese non riuscì a fare breccia nelle mura della città, rinomate tra le migliori al mondo, la fortezza venne costretta ad arrendersi dopo sette mesi, per fame.
La lunga difesa di Lussemburgo fece dichiarare all'ingegnere francese Lazare Carnot che Lussemburgo era "la migliore [fortezza] al mondo, ad eccezione di Gibilterra", fatto che diede alla città il soprannome di "Gibilterra del Nord".
Il risultato della presa di Lussemburgo fu l'annessione dei Paesi Bassi meridionali alla Francia il 1 ottobre 1795. Gran parte del Lussemburgo (tra cui tutto l'attuale granducato), divenne parte del département de Forêts, creato il 24 ottobre 1795.

## Antefatto
Dopo la presa del Castello di Rheinfels, i francesi si trovavano ormai padroni della riva sinistra del Reno, con l'eccezione delle fortezze di Magonza e Lussemburgo. Il Comitato di Salute Pubblica ordinò quindi all'esercito di conquistarle entrambe.
L'Armata del Reno, comandata dal generale Claude Ignace François Michaud, attaccò Magonza, mentre l'Armata della Mosella sotto la guida di Jean René Moreaux si occupò di Lussemburgo. I francesi erano particolarmente desiderosi di conquistare la città in quanto speravano di trovarvi un grande deposito di approvvigionamenti e materiali bellici di cui avevano disperato bisogno.
Il feldmaresciallo barone Blasius Columban von Bender era all'epoca governatore di Lussemburgo, ed il comandante della città era invece il feldmaresciallo luogotenente Johann Wilhelm von Schroder. 15 000 uomini vennero stipati nella città che venne difesa da 500 tra cannoni, mortai e obici.

## L'assedio

### Il preludio
Il 19 novembre 1794, le due compagnie del 5º reggimento dragoni che si portarono in avanguardia per conto della divisione del generale Jean-Baptiste Debrun si scontrarono presso Liegi con un vasto contingente austriaco consistente in 1 500 uomini e 400 cavalieri che riuscirono a sconfiggere malgrado la loro inferiorità numerica.
Il 21 novembre, al limitare della foresta di Grünewald, la divisione di Debrun incontrò un avamposto austriaco con 400 fanti, 300 ussari e 6 pezzi d'artiglieria. La brigata del generale Guillaume Péduchelle iniziò il confronto alle 11.30 e perdurò sino alla sera, concludendosi con la vittoria dei francesi che catturarono anche 4 cannoni e tutti i rifornimenti del nemico.

### Le operazioni di assedio
Il comandante in capo, il generale di divisione Jean René Moreaux, giunse a Lussemburgo il 22 novembre e da subito spiegò le sue tre divisioni attorno alla città. La divisione di Alexandre Camille Taponier occupò la strada per Treviri, quella di Debrun quella per Arlon e la terza quella per Thionville; la riserva si trovava a Frisange.
L'artiglieria della città ingaggiò un intenso scontro a fuoco su qualsiasi cosa si ponesse nel proprio raggio. I soldati dell'Armata della Mosella attraversarono un freddo inverno, con scarsità di rifornimenti. Metà degli uomini durante questo periodo non si trovavano al loro posto, ma erano invece impegnati nel rovistare i villaggi circostanti alla ricerca di cibo. Il generale Moreaux, alla fine di gennaio, chiese al feldmaresciallo Bender di arrendersi con tutti gli onori, ma la proposta venne rifiutata.

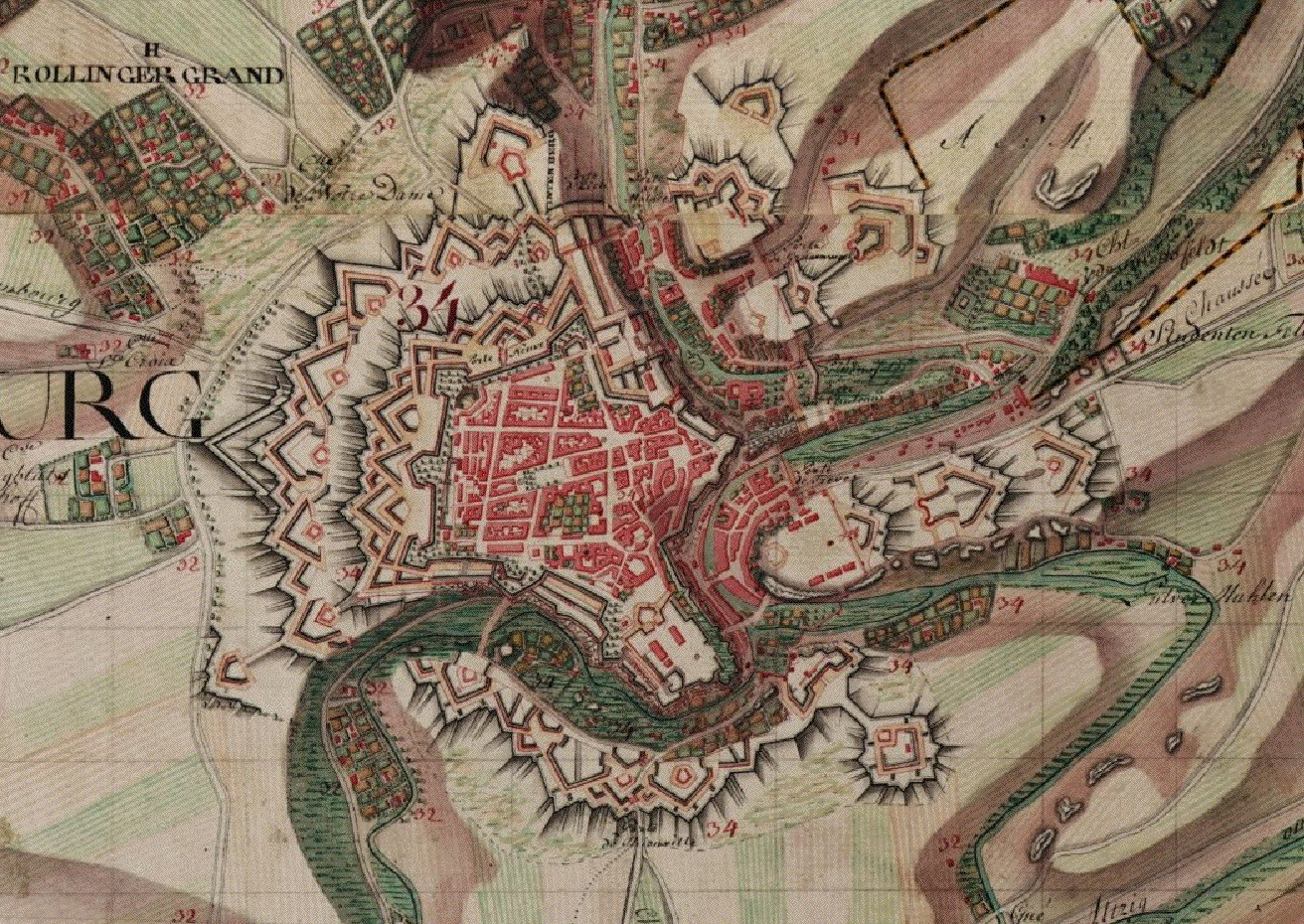
La fortezza di Lussemburgo nel 1775 in una mappa di Joseph de Ferraris.

Moreaux si ammalò e dovette lasciare Thionville, dove morì la notte del 10 febbraio successivo. Il comando passò ora al generale di divisione Jean-Jacques Ambert, ma il Comitato di Salute Pubblica francese, per porre fine all'assedio di Magonza, decise di inviare le tre divisioni dell'Armata della Mosella ed un nuovo comandante a rimpiazzare l'Armata del Reno.
Il posto dell'Armata del Reno venne preso da tre divisioni dell' Armée de Sambre-et-Meuse sotto il comando dei generali di divisione Anne Charles Basset Montaigu, Jean Antoine Chapsal e Jacques Desjardin. L'artiglieria venne affidata a François Chonet de Bollemont, mentre il generale di divisione Jacques Maurice Hatry divenne comandante in capo. La 3ª divisione di Montaigu contava 7 903 fanti, 1 374 cavalieri, 240 cannonieri e 394 zappatori. La 1ª brigata al comando di Louis Adrien Théodore Thory consisteva nell'89° e nel 162º reggimento di fanteria di linea, mentre la 2ª brigata di Claude Lecourbe era composta dal 32° e dal 178° di linea. Il contingente a cavallo proveniva dal 15º e dal 23º reggimento di cavalleria. La 4ª divisione di Chapsal includeva 12 451 fanti, 917 cavalieri, 542 artiglieri e 197 genieri. La 1ª brigata di Bernard Étienne Marie Duvignau aveva il 33° ed il 49° di linea nelle proprie file, mentre la 2ª brigata di Louis Friant comprendeva il 97° ed il 138° di linea oltre al 21° di fanteria leggera. Il 4º reggimento di cavalleria venne unito. L'8ª divisione di Desjardin ammontava a 12 972 fanti, 682 cavalieri, 205 cannonieri e 188 zappatori. La 1ª brigata sotto il comando di Jean-Baptiste Rivet era composta dal 53° e dall'87° di linea ed il 1º battaglione dei volontari della Sarthe e del 5° della Yonne mentre la 2ª brigata di Nicolas Soult era composta dal 66° e dal 116° di linea. L'8ª divisione aveva elementi del 7º reggimento di cavalleria. A metà maggio del 1795 erano circa 39 000 i francesi che assediavano la città.
Gli scontri ripresero il 20 marzo, ma con movimenti molto lenti dal momento che ogni attacco francese veniva sistematicamente respinto dalle difese della città.
Negli ultimi giorni di aprile, il generale Hatry rinnovò l'offerta alla città di arrendersi con onore, ma ancora una volta questa venne declinata. Egli iniziò quindi a piazzare la propria artiglieria su un promontorio prospiciente, equipaggiando il sito con mortai, di modo da bombardare la città. Gli austriaci tentarono una sortita di massa nella notte tra il 15 ed il 16 maggio, ma vennero respinti dai francesi con pesanti perdite. Convinto solo ora della futilità di quell'azione, il governatore ordinò il bombardamento continuo delle posizioni d'artiglieria dei francesi. Il combattimento continuò per 12 giorni, ma le batterie francesi vennero comunque impiantate e portarono a non pochi danni al punto che furono i residenti a chiedere a Bender di capitolare.
Il 1 giugno venne inviato un messaggero al generale Hatry, ed il 7 giugno venne siglata la capitolazione della città presso il quartier generale francese a Itzig. Il 12 giugno, i 12 396 uomini che componevano ancora la guarnigione della fortezza, lasciarono con onore la guerra sfilando davanti a 11 000 soldati francesi. L'ultima colonna austriaca a deporre le armi era composta da belgi e valloni e si rifiutò di seguire gli austriaci, chiedendo di poter servire la Francia.
I francesi organizzarono un'entrata trionfale in città; il primo loro atto fu l'erezione dell'"albero della libertà" al centro della piazza d'armi.

## Conseguenze
Come avevano sperato, i francesi riuscirono a catturare un gran numero di rifornimenti e materiale bellico: 819 cannoni, 16 244 armi da fuoco, 4 500 spade, 336 857 palle di cannone, 47 801 bombe, 114 704 granate e 1 033 153 di libbre di polvere da sparo.
La cattura della Fortezza di Lussemburgo permise alla Prima repubblica francese di annettere i Paesi Bassi meridionali. Il 1 ottobre 1795, gran parte del Lussemburgo divenne parte del Département des Forêts, creato il 24 ottobre 1795.